# Ulakanthura wanda
Ulakanthura wanda är en kräftdjursart som beskrevs av Gary C.B. Poore 1978. Ulakanthura wanda ingår i släktet Ulakanthura och familjen Leptanthuridae. Inga underarter finns listade i Catalogue of Life.